# Élections municipales de 2021 à New York
Les élections municipales de 2021 à New York sont constituées d'une primaire démocrate et républicaine le 22 juin 2021, suivie par une élection le 2 novembre 2021. Le maire sortant est Bill de Blasio, qui ne peut se représenter, ayant déjà été élu deux fois. La primaire est la première élection municipale à New York qui utilise le vote à second tour instantané.

## Primaires

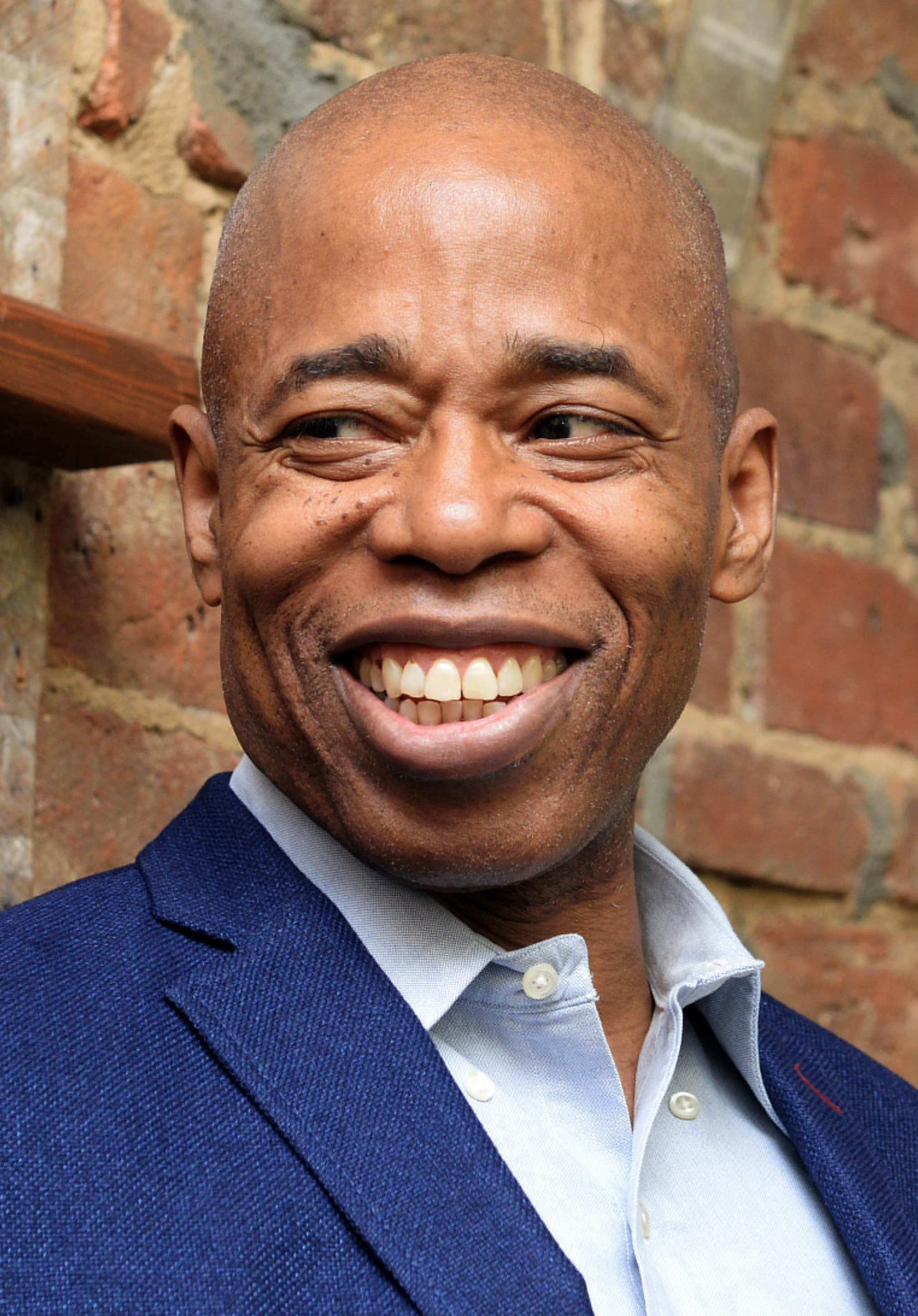
Eric Adams, candidat pour le Parti démocrate.

À l'issue des primaires du 22 juin 2021, Eric Adams, pour le Parti démocrate, et Curtis Sliwa, pour le Parti républicain, sont désignés candidats à l'élection du 2 novembre.

## Élection des présidents desBoroughs
Sur les cinq présidents de boroughs, quatre d'entre eux ne peuvent se représenter après avoir effectué deux mandats successifs. Seul Donovan Richards dans le Queens, élu lors d'une élection spéciale en novembre 2020, peut se représenter.
| Borough       | Sortant          | Parti | Parti       | Élu              | Parti | Parti       |
| ------------- | ---------------- | ----- | ----------- | ---------------- | ----- | ----------- |
| Bronx         | Rubén Diaz       |       | Démocrate   | Vanessa Gibson   |       | Démocrate   |
| Brooklyn      | Eric Adams       |       | Démocrate   | Antonio Reynoso  |       | Démocrate   |
| Manhattan     | Gale Brewer      |       | Démocrate   | Mark Levine      |       | Démocrate   |
| Queens        | Donovan Richards |       | Démocrate   | Donovan Richards |       | Démocrate   |
| Staten Island | James S. Oddo    |       | Républicain | Vito Fossella    |       | Républicain |